# Metal for Muthas
Metal for Muthas (auch Metal for Muthas, Volume 1) ist eine einflussreiche Kompilation von Liedern diverser Bands der New Wave of British Heavy Metal. Sie wurde am 15. Februar 1980 von dem britischen Musiklabel EMI veröffentlicht und enthält unter anderem zwei der ersten Aufnahmen der britischen Heavy-Metal-Band Iron Maiden.

## Entstehung
Die beiden Beiträge von Iron Maiden wurden im November 1979 in den Studios des EMI-Sitzes in London aufgenommen. Es handelt sich dabei um die erste aufgenommene beziehungsweise erste veröffentlichte Version der Lieder Sanctuary und Wrathchild. Beide Lieder wurden in Form späterer Neuaufnahmen wiederverwendet: Sanctuary erschien im Mai 1980 als Single sowie auf späteren Neuauflagen des Debütalbums Iron Maiden als Bonustrack, Wrathchild hingegen war Bestandteil des folgenden Albums Killers. Auch die Beiträge anderer Bands erschienen auf weiteren Veröffentlichungen, so zum Beispiel Captured City von Praying Mantis bereits 1979 als Single und Tomorrow or Yesterday von Samson auf deren Debütalbum Survivors, ebenfalls von 1979.
Der Londoner DJ Neal Kay schrieb Liner Notes für die Kompilation.

## Titelliste
1. Iron Maiden – Sanctuary
2. Sledgehammer – Sledgehammer
3. E.F. Band – Fighting For Rock And Roll
4. Toad the Wet Sprocket – Blues in A
5. Praying Mantis – Captured City
6. Ethel the Frog – Fight Back
7. Angel Witch – Baphomet
8. Iron Maiden – Wrathchild
9. Samson – Tomorrow Or Yesterday
10. Nutz – Bootliggers

## Veröffentlichungen
Metal for Muthas erschien 1980 als Schallplatte bei EMI. Eine zweite Kompilation namens Metal for Muthas, Volume II: Cut Loud wurde ebenfalls 1980 von EMI veröffentlicht, darauf enthalten waren Lieder weniger bekannter und erfolgreicher Bands wie etwa White Spirit. Als Abschluss der Reihe erschien im gleichen Jahr auch noch eine EP namens Muthas Pride mit vier Liedern, darunter abermals ein Lied von White Spirit. Neal Kay belebte den Namen zu Beginn der 1990er-Jahre für eine Veröffentlichung namens Metal for Muthas ’92 neu. Auf dieser, nur in Japan bei Pony Canyon erschienenen Kompilation, sind britische Hard-Rock-Bands ohne Plattenvertrag zu hören.
Das erste Album wurde später in den 80er Jahren von Wishbone Records auf dem Label Backbone Records wiederveröffentlicht. Die beiden ersten Alben erschienen im Jahr 2000 einzeln als Wiederveröffentlichungen auf CD bei Air Raid Records, dem Label des Iron-Maiden-Sängers Bruce Dickinson. Darüber hinaus existiert eine Doppel-CD mit beiden Alben und dem Untertitel Essential New Wave of British Heavy Metal, erschienen 2003 bei Sanctuary Records.

## Cover
Das Cover basiert auf einer Illustration von Peter Campbell und lehnt sich an die kontemporäre Optik der Cover des Heavy Metal (in Deutschland Schwermetall – Fantastische Comics für Erwachsene), einem Magazin für Fantasy, Science Fiction und Horror, an. Es zeigt eine als feminine Roboterin/Ritterin stilisierte Cyborg-Figur (mit Brüsten und einer Art metallener Frauenfrisur), die einen E-Bass (ein Fender-Modell) als Waffe führt und einen violetten Umhang trägt. Die Figur (möglicherweise die "Metal Mutha") reitet auf einem stählernen Pferd, das wiederum aus seinen Augen Laserstrahlen schießt. Der Hintergrund besteht aus flächigen Farbverläufen von Gelb, Rot und Weiß und wird auf der Rückseite in eine postapokalyptische Space-Landschaft fortgesetzt, durch die ein Raumschiff gleitet (das entfernt an den Starfighter aus Star Wars erinnert). Der hybride Mix aus archaischer Motivik und zukunftsorientierten SciFi-Themen ist gleichsam genreypisch und stilprägend für die NWOBHM.

## Rezeption
Das Album stieg auf Platz 22 der britischen Albumcharts ein und konnte sich in der zweiten Woche nach Erscheinen auf Platz 16 verbessern. Insgesamt hielt es sich sieben Wochen in den Charts. Volume II erreichte im Juni 1980 Platz 58 der Charts. Beide Alben erhielten bei Allmusic drei von fünf möglichen Sternen.
Die deutsche Metal-Band Roxxcalibur benannte 2009 ein Coveralbum mit Liedern der New Wave of British Heavy Metal NWoBHM for Muthas.

## Tour
Bereits 1979 spielten Iron Maiden vereinzelt Konzerte zusammen mit Angel Witch, Toad the Wet Sprocket, Praying Mantis und Nutz. Im Februar 1980 gingen Iron Maiden schließlich auf die Metal for Muthas-Tour, als Vorgruppe spielten Praying Mantis sowie der DJ Neal Kay. Nach elf der ursprünglich etwa dreißig geplanten Konzerte brachen Iron Maiden die Tour ab, um ihr selbstbetiteltes Debütalbum aufzunehmen, sowie im März 1980 Judas Priest auf deren British-Steel-Tour durch Großbritannien zu begleiten. Die ausgefallenen Konzerte holte die Band später im Rahmen ihrer Iron-Maiden-Tour im Frühjahr und Sommer nach, dort waren wie ursprünglich geplant Praying Mantis und Neal Kay im Vorprogramm zu hören.